# Virus de la mosaïque du concombre
Pour les articles homonymes, voir CMV.
Espèce
Le virus de la mosaïque du concombre (CMV, Cucumber mosaic virus) est un phytovirus pathogène du genre Cucumovirus appartenant à la famille des  Bromoviridae.
C'est l'espèce-type du genre Cucumovirus.  Ce virus a une répartition cosmopolite et peut infecter une très vaste gamme de plantes-hôtes. En fait, il est considéré, parmi tous les virus de plantes connus, comme celui qui a la plus grande gamme d'hôtes : plus de 1 200 espèces de végétaux.

## Transmission
La transmission du CMV se fait par l'intermédiaire de nombreuses espèces de pucerons,  en particulier Aphis gossypii et Myzus persicae, qui le transportent dans le stylet, selon un mode non persistant.
La transmission se fait également par les graines, par inoculation mécanique par la sève et par des plantes parasites du genre Cuscuta.

## Biologie
Dans les tissus de la plante, ce virus produit des corps d'inclusion (en) viraux caractéristiques  qui peuvent être diagnostiqués. De forme hexagonale, ils se colorent tant avec des réactifs de coloration pour protéines que pour acides nucléiques. Les inclusions peuvent aussi être rhomboïdales, apparaître en creux et former de plus grands agrégats. Les inclusions ne sont pas uniformément distribuées et peuvent se trouver dans des cellules de l'épiderme, du mésophylle, et des stomates.  Ces inclusions sont formées de particules virales.

## Plantes hôtes et symptômes
Ce virus a été découvert en 1934 sur le concombre (Cucumis sativus) sur lequel il se manifeste par des symptômes de mosaïque, d'où son nom de « virus de la mosaïque du concombre ». Il a par la suite été identifié chez un grand nombre d'autres espèces de plantes virosées. Parmi celles-ci figurent des plantes maraîchères telles que courges, melons, piments, haricots, tomates, carottes, céleris, laitues, épinards et betteraves et beaucoup de plantes ornementales et de plantes à massifs. Ce virus infecte également les cultures de pomme de terre, sans toutefois que cela représente un problème économique important.
Ce virus infecte aussi diverses plantes adventices, qui constituent des réservoirs lui permettant souvent d'hiverner alors que les plantes cultivées ont disparu.
Les symptômes exprimés par ce virus peuvent être une mosaïque ou marbrure foliaire, un jaunissement du feuillage, des anneaux nécrosés, le rabougrissement de la plante et des déformations des fleurs, des fruits et des feuilles.